# 럭비-분데스리가
럭비-분데스리가(Rugby-Bundesliga)는 1971년 시작한 독일의 최상위 럭비 유니온 리그이다. 현재 10팀이 참가하고 있으며 매시즌후 하위 2팀이 강등 플레이오프를 치러 2 럭비 분데스리가의 지구 우승팀의 승격플레이오프 승자와 승강제를 실시한다(2011-12시즌은 10팀으로 운영되므로 승강이를 실시하지 않음).

## 팀 (2011-12)
| 팀                   | 도시         | 주                |
| -------------------- | ------------ | ----------------- |
| RG 하이델베르크      | 하이델베르크 | 바덴-뷔르템베르크 |
| SC 노아인하임        | 하이델베르크 | 바덴-뷔르템베르크 |
| TSV Handschuhsheim   | 하이델베르크 | 바덴-뷔르템베르크 |
| TV 포르츠하임        | 포르츠하임   | 바덴-뷔르템베르크 |
| 하이델베르크 RK      | 하이델베르크 | 바덴-뷔르템베르크 |
| 베를리너 RC          | 베를린       | 베를린            |
| RK 03 베를린         | 베를린       | 베를린            |
| SC 1880 프랑크푸르트 | 프랑크푸르트 | 헤센주            |
| RK 호이젠스탐        | 호이젠스탐   | 헤센주            |
| DSV 78 하노버        | 하노버       | 니더작센주        |